# Sint-Michiel-en-Cornelius-en-Ghislenuskerk
De Sint-Michiel-en-Cornelius-en-Ghislenuskerk is een kerkgebouw in het Oost-Vlaamse Machelen, deelgemeente van Zulte. De kerk is toegewijd aan drie heiligen waarbij Cornelius voor deze kerk de belangrijkste is.

## Bouwgeschiedenis
Over het oudste kerkgebouw zijn geen gegevens meer bekend. De huidige kerk werd voor het eerst in 1163 vermeld door het Sint-Pieterskapittel van Rijsel dat het patronaatschap over de kerk uitoefende. Het huidige gebouw is een hallenkerk die in de loop der tijden veel aanpassingen heeft ondergaan.
De gevel aan de Leiekant, uit de 13e-14e eeuw, is opgetrokken in Doornikse steen. Heropbouw en uitbreiding met twee traveeën volgde tussen 1623 en 1642 na verwoestingen tijdens de Beeldenstorm.
Een nieuw hoogkoor in renaissancestijl volgde in 1767. De kerkspits stortte in om in 1801 te worden vervangen door een kortere. Zware beschadigingen tijdens de Eerste Wereldoorlog werden hersteld in 1920 waarbij de torenspits vervangen werd door een hoger exemplaar (43 m).
In 1979 werd de kerk als monument geklasseerd.

## Interieur
Het interieur, waaronder de kansel, is hoofdzakelijk 18e-eeuws.

## Afbeeldingen

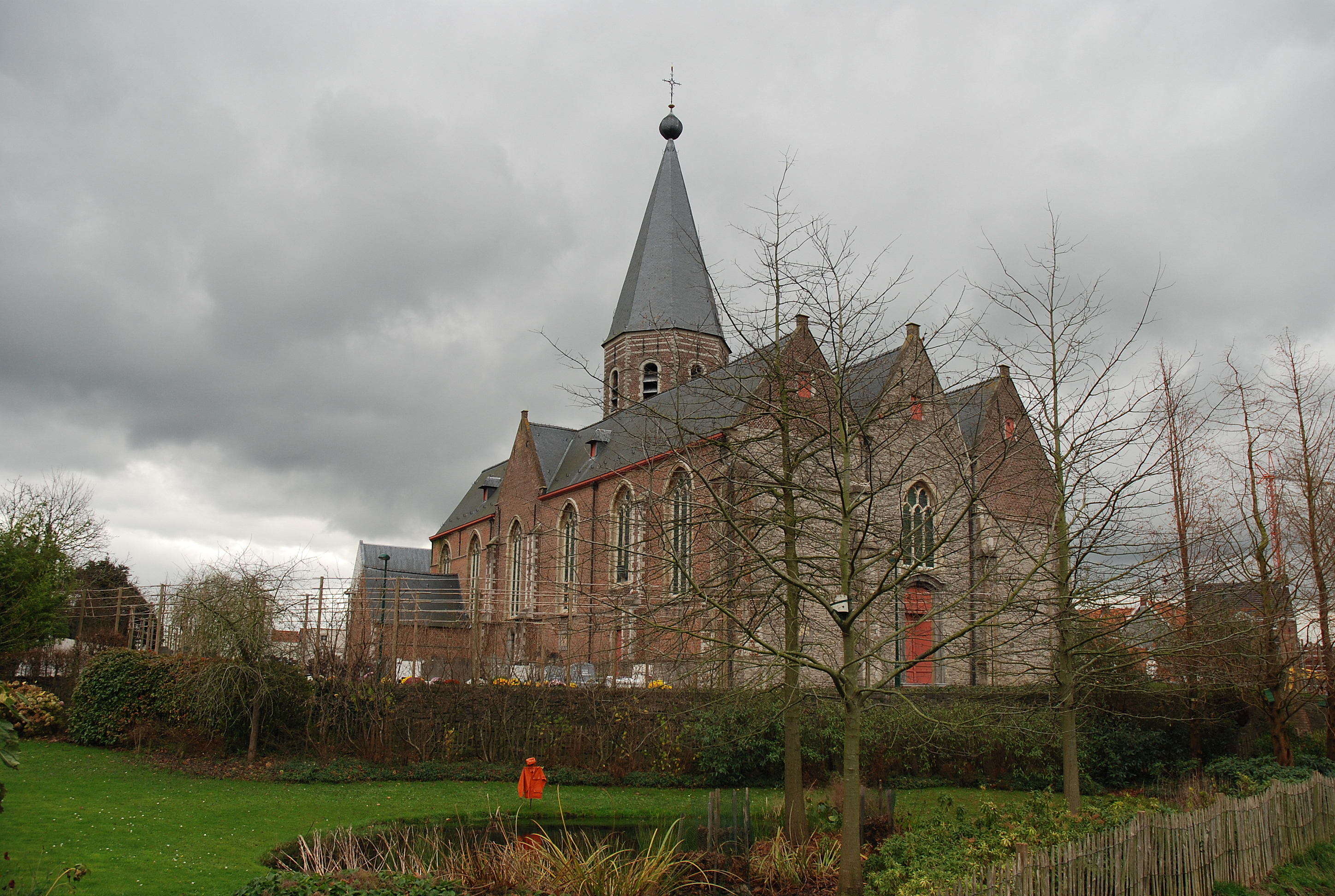
Buitenaanzicht
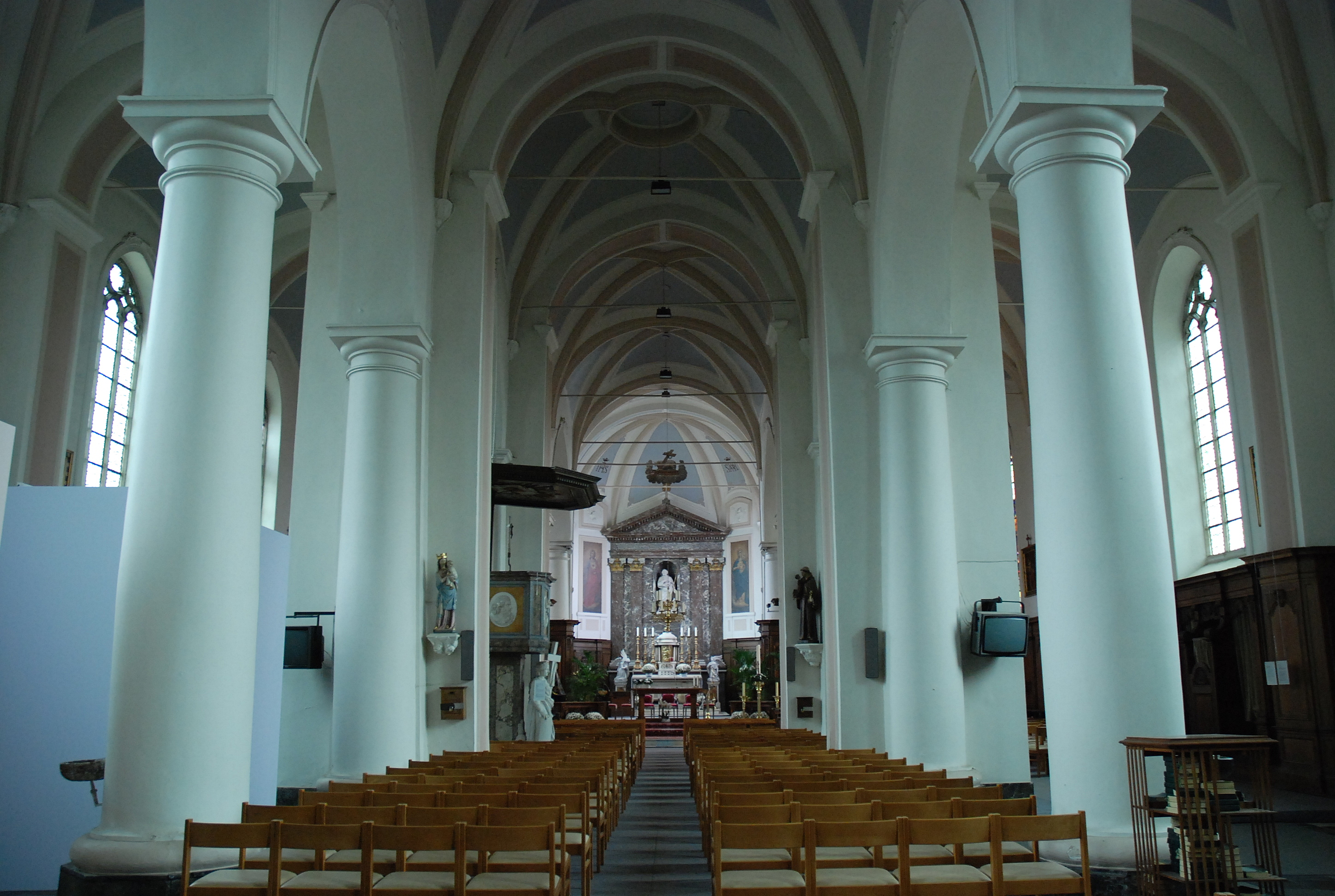
Interieur
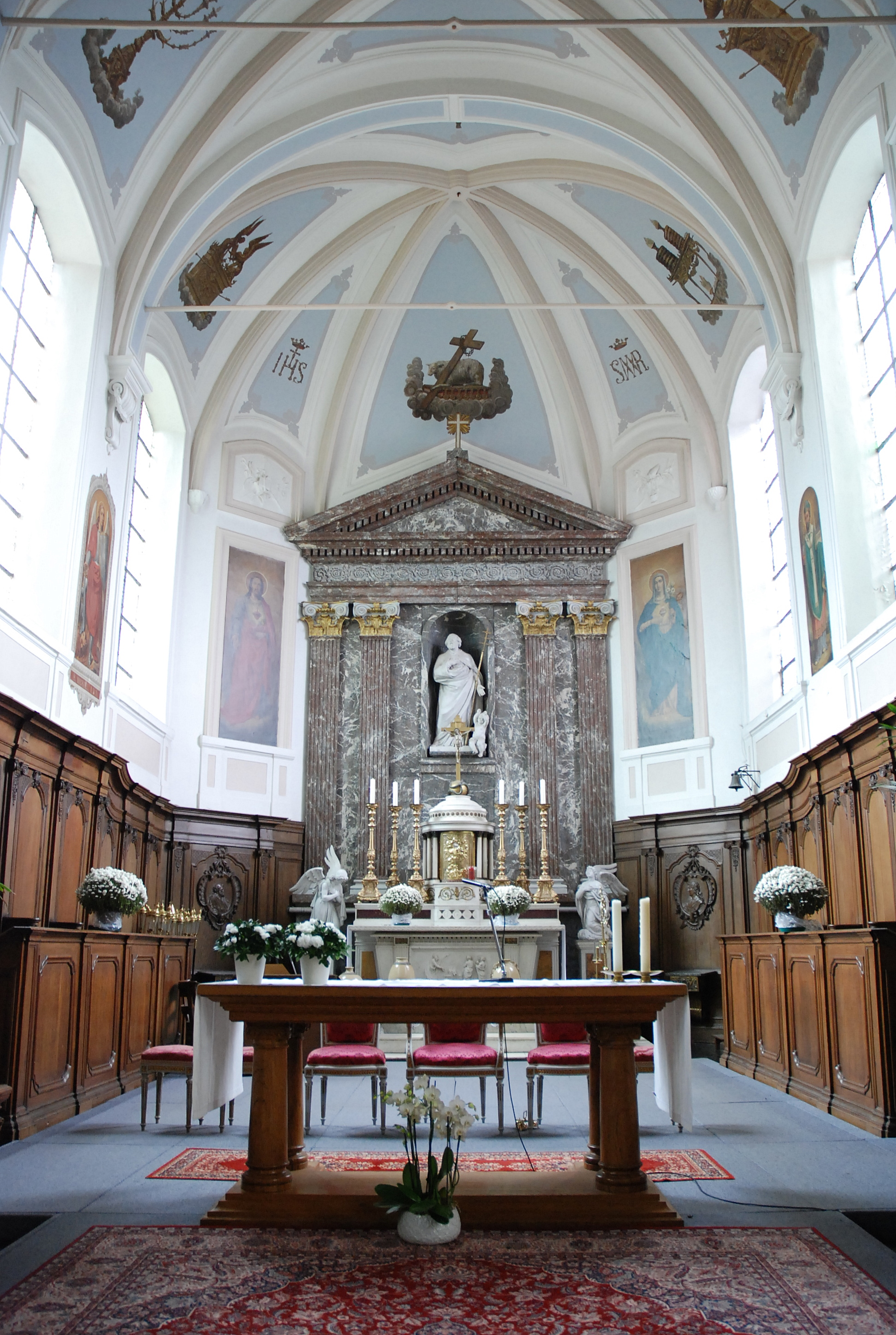
Interieur
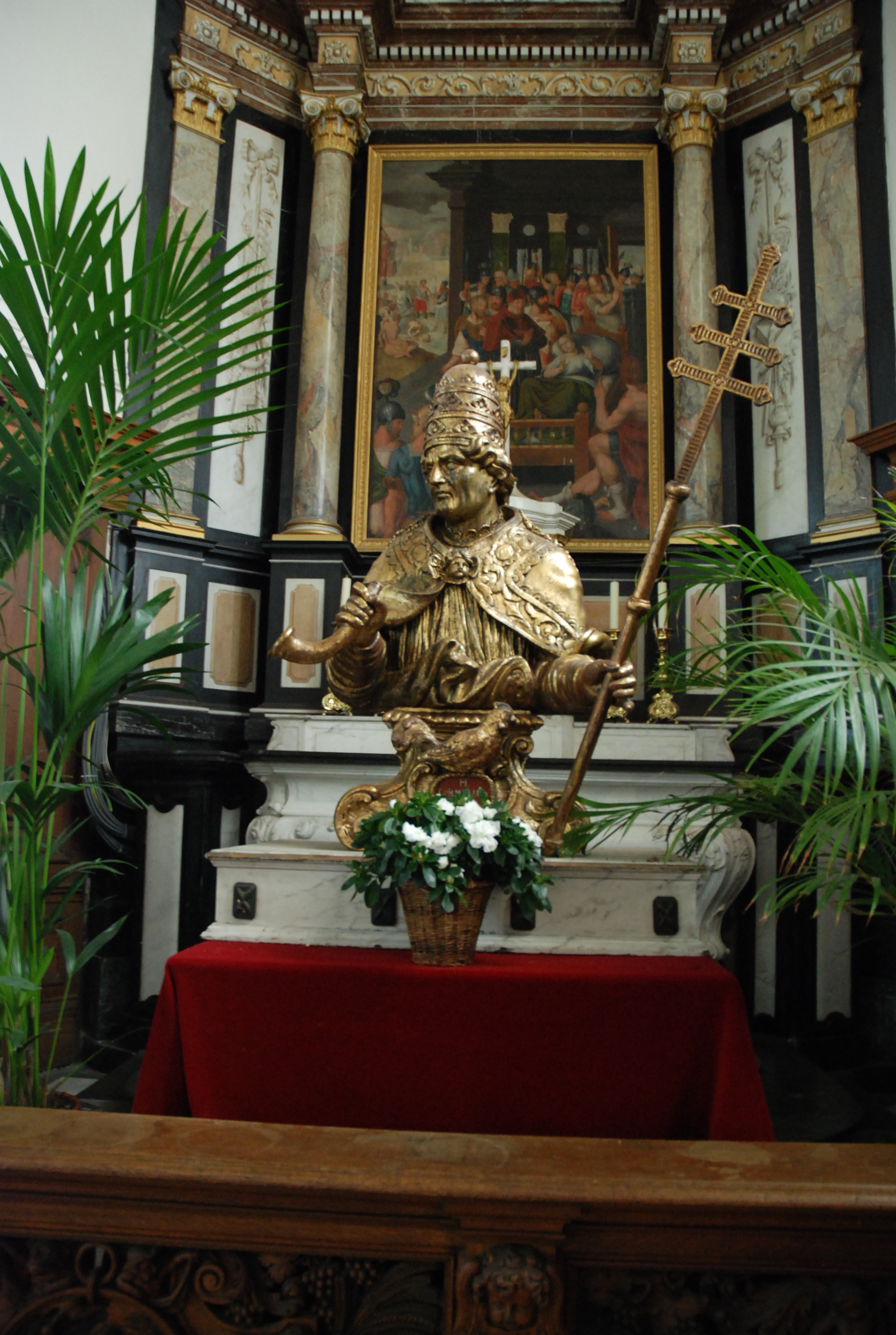
Cornelius in de kerk
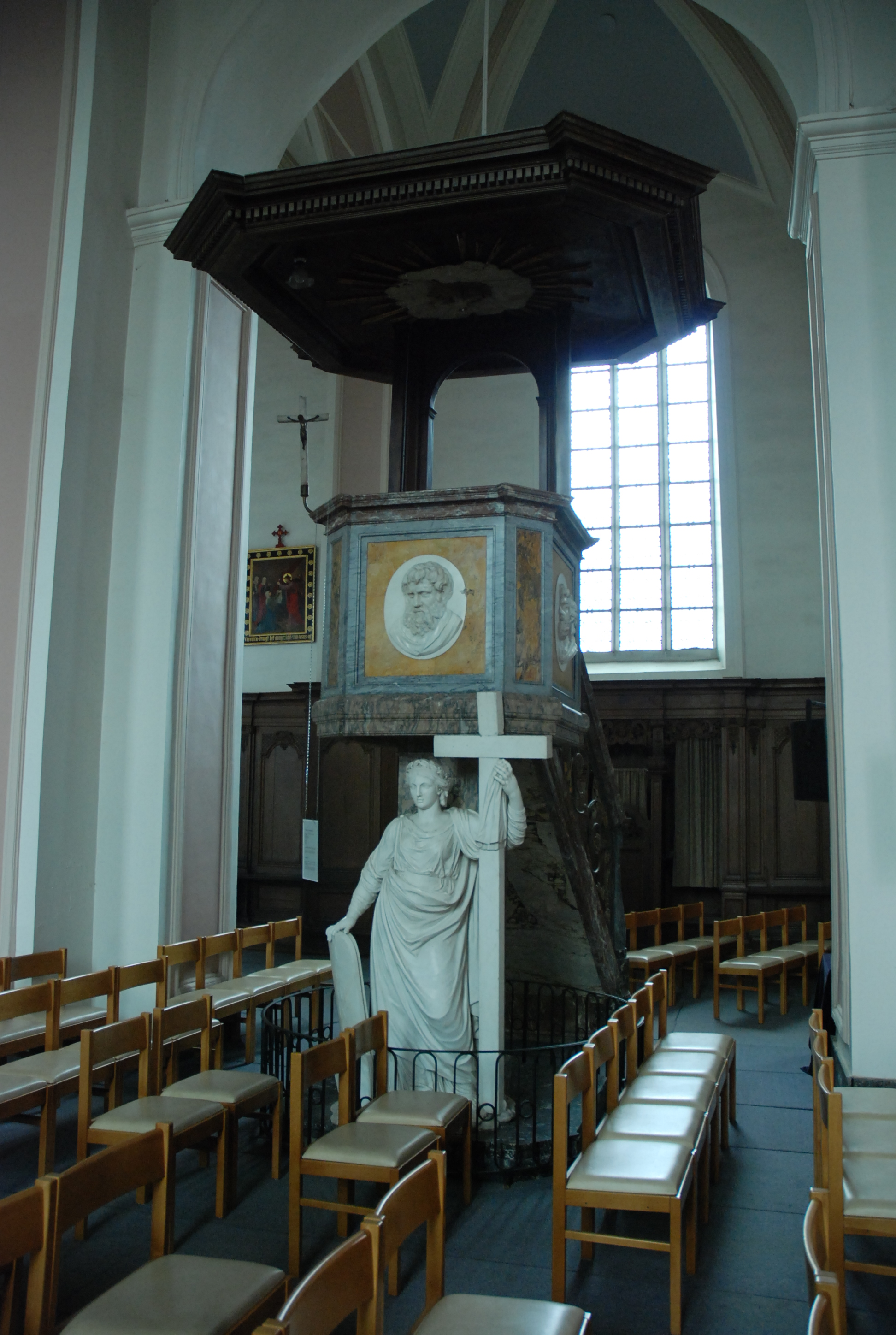
Kansel